# Oerbos

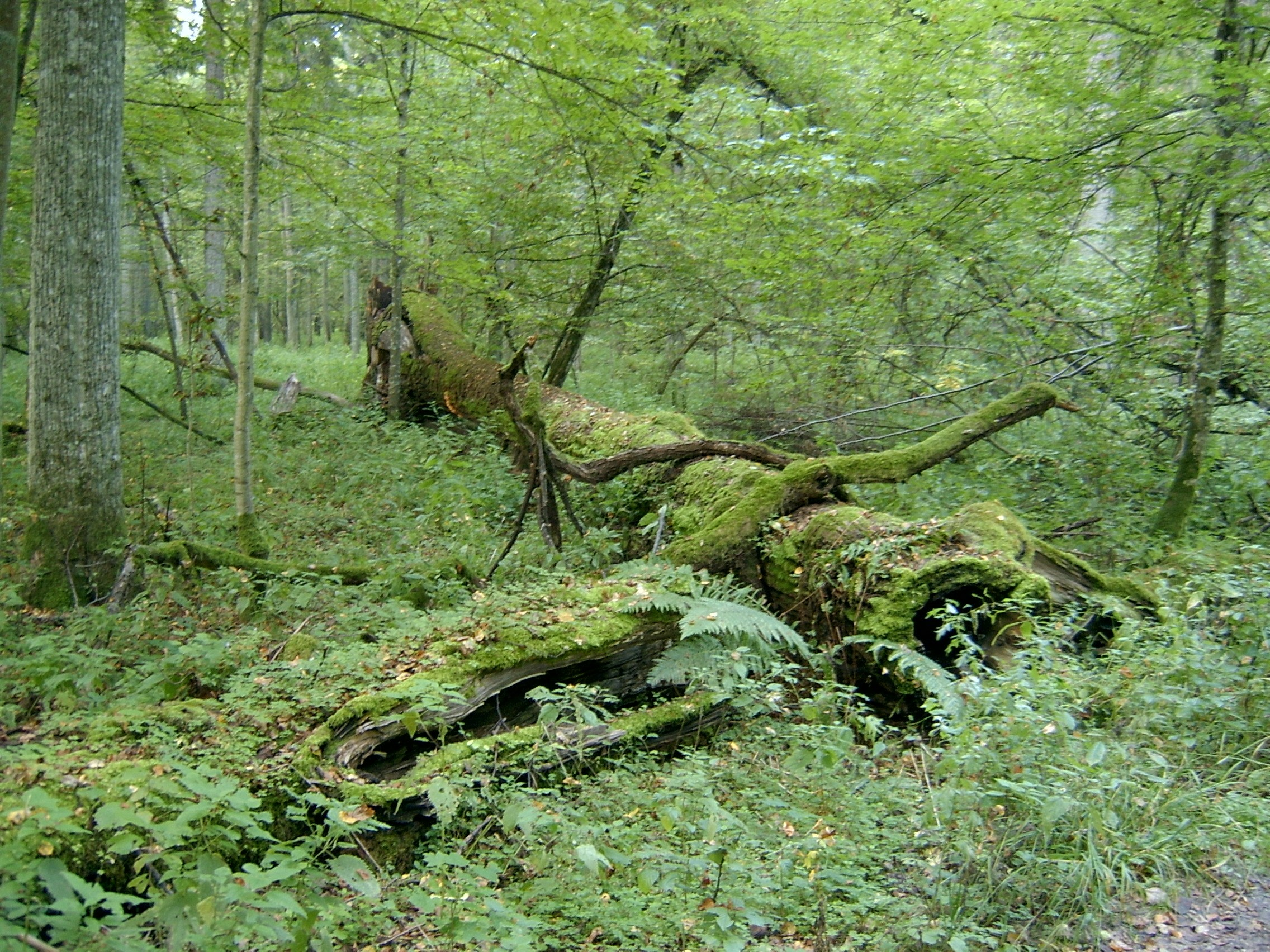
Oerbos in Białowieża, Polen

Oerbos is oorspronkelijk bos dat zich zonder (veel) menselijke invloed heeft ontwikkeld en zich handhaaft en dus te beschouwen is als wildernis. Oerbossen hebben over het algemeen een grote biodiversiteit. Dit in tegenstelling tot bijvoorbeeld de door mensen aangeplant productiebossen, die weinig ecologische waarde hebben.
De uitgestrekte naaldbossen (taiga) in Canada en Rusland horen bij de grootste en belangrijkste oerbossen. Tropische regenwouden, zoals het Amazoneregenwoud, voldoen ook aan de definitie van oerbossen, al worden zij meestal "oerwouden" genoemd.
In het relatief dichtbevolkte Europa is, afgezien van betrekkelijk kleine stukken, Europees oerbos door menselijk ingrijpen grotendeels verdwenen. 